# Río Clarée
El río Clarée (en occitano Clarèia) es un río de Francia, afluente del río Durance por la derecha. Nace en los Alpes a 2400 m sobre el nivel del mar, en el Lac de la Clarée, también llamado Mère de l’Eau (madre del agua), en departamento de Altos Alpes. Desemboca en el Durance junto a La Vachette, tras un curso de sólo 30 km, pero en el que desciende 1000 m de altura.
Todo su curso se desarrolla por el departamento de Altos Alpes. No hay grandes poblaciones en su curso. El valle en su conjunto está catalogado como un Grand site national de Francia.
Aunque en el punto de su confluencia el Clarée es mucho más caudaloso y ha recorrido más curso que el Durance, el nombre que permanece aguas abajo es este último. Esto se debe a que mientras que el Clarée remonta hacia Saboya por una ruta poco usada, el Durance va hacia Montgenèvre y a través de ese paso de montaña se llega al valle del Po, con lo que para la mayoría de los viajeros el río principal (del que habían recorrido mayor tramo) era el Durance y no el Clairée, circunstancia que los habitantes del valle del Clarée siguen lamentado hoy en día.